# Apax Partners LLP
« Apax » redirige ici. Pour les articles homophones, voir APACS et Hapax.
Apax Partners LLP est une société de capital-investissement britannique fondée en 1969.

## Histoire de l'entreprise
En 1969, Alan Patricof fonde à New York, Patricof & Co., une première société spécialisée dans le capital risque. 
En 1977, Patricof fusionne avec deux nouveaux associés, Maurice Tchénio et Ronald Mourad Cohen (en), fondateurs en 1972 de Multinational Management Group. La nouvelle entité prend le nom d'Alan Patricof Associates (APA). Elle se spécialise dans la gestion des fonds professionnels de capital-investissement et fait partie des pionnières de la transmission d’entreprise par achat à effet de levier (LBO). En se développant considérablement à l'international, elle décide de segmenter ses pôles d'activité. Ainsi, en 1991, les associés européens prennent le nom d'Apax Partners, avec comme siège Londres, tandis qu'à New York, demeure l'entité Patricof & Co. Cependant, en, 2000, l'ensemble des activités prend le nom d'Apax Partners. En 2002, Apax Partners LLP a été créée. En 2006, Alan Patricof quitte l'entreprise pour rejoindre Greycroft (en). En 2005, Saunders Karp & Megrue, fondée en 1988, fusionne avec Apax Partners. À compter de 2010, les activités de conseils et sectorielles France prennent leur indépendance et les associés fondent Seven2 en 2023.

## Polémique
Les circonstances entourant la scission, le transfert d'actifs et l'effondrement ultérieur de la société britannique British United Shoe Machinery (BUSM) en 2000 ont conduit à des questions sur le comportement d'Apax Partners soulevées au Parlement britannique par les députés des deux principaux partis. Après que les demandes d'enquête sur la perte de centaines de pensions ont été refusées, Ros Altmann, experte de ce type de questions, a décrit ce cas comme « l'un des pires cas ... que j'aie vu ... les actions des anciens propriétaires — Apax — ont été immorales. Ils ont profité de la faiblesse du régime de protection des retraites pour scinder le fonds de pension BUSM puis le laisser être liquidé. Apax n'a pas démontré sa volonté de reconnaître la douleur et la misère causées aux travailleurs, souvent employés de longue date par BUSM, qui se sont soudainement retrouvés sans pension du tout ».